# Referendum w Nigrze w 2010 roku
Referendum w Nigrze w 2010 roku – referendum konstytucyjne przeprowadzone w Nigrze 31 października 2010. Ponad 90% głosujących poparło projekt nowej konstytucji kraju, przywracający półprezydencki system rządów. Referendum, obok wyborów parlamentarnych i prezydenckich w 2011, jest jednym z etapów powrotu Nigru do rządów cywilnych po zamachu stanu z lutego 2010.

## Droga do referendum
18 lutego 2010 w Nigrze doszło do wojskowego zamachu stanu, w wyniku którego obalony został prezydent Mamadou Tandja. Władzę w kraju przejęła Rada Najwyższa na rzecz Przywrócenia Demokracji (CSRD) na czele z majorem Salou Djibo. Powodem zamachu był sprzeciw wojskowych wobec polityki i działań obalonego szefa państwa. Prezydent Tandja, który w 2009 nie mógł ubiegać się kolejną reelekcję w planowanych wyborach prezydenckich, postanowił przedłużyć swoje rządy o dodatkowe trzy lata, znieść limit kadencji prezydenta i wzmocnić jego uprawnienia. W tym celu, pomimo sprzeciwu Sądu Konstytucyjnego i Zgromadzenia Narodowego, przeprowadził referendum w sprawie zmiany konstytucji, w wyniku którego proponowane zmiany zostały ostatecznie zatwierdzone.
Po obaleniu prezydenta Tandji, junta wojskowa zadeklarowała zamiar przywrócenia rządów cywilnych w ciągu roku. Na przestrzeni tego czasu opracowana miała zostać nowa konstytucja oraz przeprowadzone miały zostać wybory prezydenckie i parlamentarne. Pod koniec kwietnia 2010 władze rozpoczęły prace zmierzające do przygotowania projektu konstytucji i określiły szczegółowy kalendarz wyborczy. 21 kwietnia mjr Salou Djibo powołał Komitet Praw Podstawowych z zadaniem opracowania projektu ustawy zasadniczej. 23 kwietnia 2010, powołana przez juntę Komisja Konsultacyjna, mająca nadzorować proces transferu władzy, wyznaczyła wstępnie datę referendum na 24 października 2010, po którym w dalszej kolejności miały odbyć się wybory.
W czerwcu 2010, celem przeprowadzenia procesu wyborczego, powołana została Niezależna Narodowa Komisja Wyborcza (CENI). 3 lipca 2010 komisja wyborcza zmodyfikowała lekko kalendarz wyborczy, wyznaczając datę referendum konstytucyjnego na 31 października 2010.

## Projekt nowej konstytucji
29 lipca 2010 Komitet Praw Podstawowych, opracowujący założenia nowej konstytucji, po 3 miesiącach prac przekazał Komisji Konsultacyjnej jej projekt. Komisja, po wniesieniu do niego ponad 130 własnych poprawek, 11 sierpnia 2010 przedstawiła projekt rządowi i CSRD celem dalszej debaty. Wśród zgłoszonych poprawek znalazł się przepis gwarantujący amnestię sprawcom zamachu stanu, chroniący liderów przewrotu przez postępowaniem prawnym za obalenie prezydenta Tandji. Przewodniczący Rady Konsultacyjnej, Marou Amadou, powiedział, że propozycja amnestii uzyskała poparcie większości "sił społecznych i politycznych", a podobne przepisy znajdowały się w poprzednich konstytucjach Nigru. Odrzucił również stwierdzenia, że takie środki mogłyby doprowadzić do powstania "kultury bezkarności" w kraju. Projekt przywracał półprezydencki system rządów. Zgodnie z nim prezydentem Nigru mógł zostać obywatel, który osiągnął 35 rok życia i jednocześnie nie przekroczył granicy wieku 70 lat. Prezydent mógł sprawować urząd przez co najwyżej dwie 5-letnie kadencje. Do wymagań wobec kandydatów na najwyższy urząd wprowadzony został również cenzus wykształcenia. Kandydat musiał posiadać tytuł baccalauréat (świadectwo maturalne) oraz ukończyć co najmniej 3-letnie studia.
Na początku września 2010 Rada Najwyższa na rzecz Przywrócenia Demokracji (CSRD), organ rządzącej junty, wprowadziła do projektu dodatkowych 9 poprawek, kończąc w ten sposób proces opracowywania projektu ustawy zasadniczej. Junta utrzymała przepisy o półprezydenckim systemie rządów, amnestii dla uczestników zamachu stanu, kadencyjności głowy państwa. Zniosła natomiast przepisy o górnej granicy wieku dla kandydatów na ten urząd (pozostawiając dolną granicę na poziomie 35 lat) oraz o cenzusie wykształcenia. Wprowadziła przepis o przyznaniu prezydentowi nadzwyczajnych uprawnień na wypadek zaistnienia wyjątkowych sytuacji wymagających pilnej interwencji głowy państwa. Usunęła z projektu prawo zgłaszania spraw do Sądu Konstytucyjnego przez organizacje społeczne, co tłumaczyła uniknięciem blokowania lub opóźniania jego prac. Zniosła także prawo obywateli do zgłaszania inicjatyw ustawodawczych na drodze petycji. Wprowadziła przepis umożliwiający służbom administracji cywilnej sprawdzenie "moralnego sprawowania się" kandydatów na stanowiska w rządzie.
W trakcie procesu opracowywania projektu konstytucji z apelem do władz Nigru wystąpiła Amnesty International, pozarządowa organizacja broniąca praw człowieka, postulując o wprowadzenie przepisu znoszącego karę śmierci, co nie zostało jednak uwzględnione.

## Kampania referendalna
Kampania referendalna rozpoczęła się 16 października 2010 i będzie trwać do 29 października 2010. W jej trakcie przedstawiciele władz objeżdżały kraj, prezentując projekt nowej konstytucji. Partia obalonego prezydenta Tandji, Ruch Narodowy na rzecz Rozwijającego się Społeczeństwa (Mouvement National pour une Société de Développement, MNSD) skrytykowała rozwiązanie przyjęte w projekcie konstytucji osłabiające władzę prezydenta. Z tego powodu, razem z 25 innymi partiami politycznymi, opowiedziała się przeciwko projektowi.
Do bojkotu referendum wezwały organizacje muzułmańskie, które uznały, że projekt konstytucji marginalizuje islam. W nowym projekcie znalazł się bowiem przepis o rozdziale świeckiego państwa od religii (98% mieszkańców kraju wyznaje islam).
Uprawnionych do głosowania było ponad 6,72 mln obywateli. Udziału w głosowaniu nie mogli wziąć Nigerczycy przebywający zagranicą, co spowodowało krytykę ze strony MNSD. Komisja wyborcza tłumaczyła to problemami logistycznymi i związanymi z bezpieczeństwem. Głosujący odpowiadali na pytanie: "Czy popierasz projekt Konstytucji przedłożony do zatwierdzenia?".

## Wyniki głosowania
W dniu głosowania w kraju zamknięte zostały granice zewnętrzne. Mjr Salou Djibo nazwał dzień "wyjątkowym", wyrażając nadzieję na "nowy początek", przywracający rządy demokratyczne i przynoszący stabilność i rozwój. Władze wezwały obywateli do oddawania głosów, oczekując frekwencji na poziomie ok. 70%.
2 listopada 2010 komisja wyborcza ogłosiła pełne wyniki głosowania. Frekwencja wyborcza wyniosła niecałe 53%. 90,18% głosujących poparło projekt nowej konstytucji.
Unia Afrykańska wyraziła zadowolenie z przebiegu głosowania, które uznała za ważny krok w kierunku przywrócenia porządku konstytucyjnego i wezwała władze do przeprowadzenia wyborów parlamentarnych i prezydenckich zgodnie z przedstawionym harmonogramem. Unia Europejska pochwaliła pokojowy przebieg referendum, określając je również jako "niezbędny element na drodze powrotu do demokracji" i wzywając władze do organizacji kolejnych wyborów zgodnie z przedstawionymi zobowiązaniami.
- Szczegółowe wyniki głosowania:

| Głosy          | Liczba głosów      | %      |
| -------------- | ------------------ | ------ |
| Tak            | 3 124 152          | 90,18% |
| Nie            | 340 115            | 9,82%  |
| Głosy nieważne | 74 059             | -      |
| Razem          | 3 538 326 (52,65%) | 100%   |
| Źródło:        |                    |        |